# Lena Park

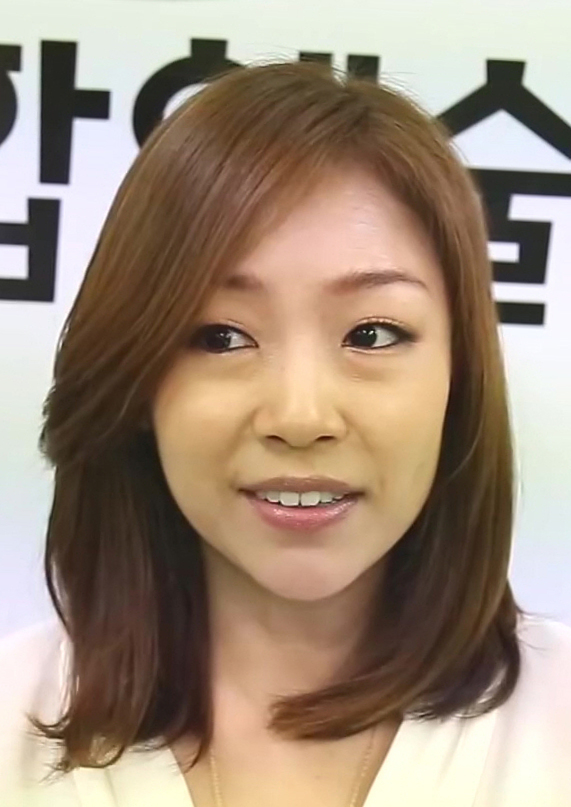
Lena Park

Lena Park (* 23. März 1978 in Los Angeles; koreanischer Name: 박정현, Park Jung-hyun) ist eine koreanisch-US-amerikanische R&B- und Soulsängerin mit großer Popularität in Asien, hauptsächlich in Südkorea und Japan.

## Leben
Lena Park wuchs als Älteste von drei Kindern einer koreanischen Pastorenfamilie in Los Angeles auf. Sie beteiligte sich seit ihrer Kindheit aktiv im Gospelchor und nahm an verschiedenen Gesangswettbewerben teil. 1989 gewann sie mit 13 Jahren ihren ersten Preis beim Downey Way Outer Broadway Talent Contest, was sie im folgenden Jahr wiederholte. 1993 nahm sie am großen Gospel Singer Contest teil und gewann wiederum den ersten Platz. Dieser Preis ermöglichte es ihr, zum ersten Mal bei einem amerikanischen Gospel-Album namens Crying Inside, Dying Inside mitzuwirken. Sie gewann weitere Auszeichnungen und nahm u. a. am Gospel Music Festival in Chicago teil.
1997 begann sie ihr Studium für Theater- und Schauspielkunst an der Universität von Los Angeles. Während des Studiums gab sie fortwährend Auftritte und bereits im darauffolgenden Jahr veröffentlichte sie ihr erstes Album Piece in Südkorea, an dem sie zwei Jahre arbeitete. Es verkaufte sich 500.000 mal.
1999 wurde ihr zweites Album A Second Helping veröffentlicht; 2000 das dritte Album Naturally.
Nach einem Jahr Pause, in dem sie sich auf ihr Studium in den Vereinigten Staaten konzentrierte, kehrte sie im Jahre 2002 mit ihrem vierten Album Op.4 wieder zurück. Die Singleauskopplung 꿈에 (Im Traum) verhalf ihr zum Durchbruch in Asien, wie Singapur oder Hongkong und sie genoss von nun an auch große Popularität in Japan. Zur FIFA-Weltmeisterschaft 2002 in Südkorea und Japan wurde sie von der südkoreanischen Regierung als Vertreterin für die Eröffnungs- und Abschlussfeierhymnen ausgewählt. Gemeinsam mit den Bands Brown Eyes, Chemistry und Sowelu sang sie den Titelsong für die Weltmeisterschaft.
Im Jahr 2005 veröffentlichte sie ihr fünftes Album On & On und 2007 das sechste Album Come To Where I Am.
Seit 2006 ist sie als Studentin an der Columbia-Universität in New York eingeschrieben.

## Diskografie

### Koreanische Alben
- 9. August 1998: 1st Album: Piece
- 19. April 1999: 2nd Album: A Second Helping
- 9. November 2000: 3rd Album: naturally
- 6. Mai 2001: Special Album: Forever
- 15. Juni 2002: 4th Album: Op.4
- 24. Oktober 2002: Best Album: The Romantic Story of Park Jung Hyun
- 5. Juli 2003: Live-Album: Live Op.4 Concert Project 4th Movement
- 5. Februar 2005: 5th Album: On & On
- 11. Dezember 2007: 6th Album: Come To Where I Am
- 26. Februar 2009: 7th Album: 10 Ways To Say I Love You
- 2010 Cover-Album: Park Jung Hyun - Cover Me Vol.1
- 2012 8th Album: Parallax
- 2012 : Special Album: Gift

### Koreanische Singles
- 29. März 2006: Against All Odds
- 14. April 2006: 위태로운 이야기 (Witaeroun Iyagi, Precarious Stories)
- 2008: No Break (with Crown J)
- 2008: Winter Kiss (feat. Baek Chan degli 8Eight)
- 2011: I Hope It Would Be That Way Now
- 2014: Syncrofusion
- 2014: Syncrofusion Vol.2
- 2014: Syncrofusion Vol.3
- 2015: Winter

### Japanische Singles
- 25. November 2004: FALL IN LOVE
- 18. Mai 2005: Sanctuary
- 22. Februar 2006: Subete no Mono ni Anata wo Omou (すべてのものにあなたを思う, Subete no Mono ni Anata wo “Omou”?)
- 24. März 2006: Music
- 21. Mai 2006: Gold
- 4. Oktober 2006: Ai no Jealousy
- 20. Juni 2007: Inori~You Raise Me Up~ (祈り~You Raise Me Up~, Inori~You Raise Me Up~?)

### Japanische Alben
- 25. November 2004: another piece
- 18. Mai 2005: Beyond the line
- 21. Juni 2006: COSMORAMA

### Kollaborationen
- 1998: Player – The New Beginning
- 1999: Yoon Jong Shin – 7th
- Mai 2002: Yoon Jong Shin – From The Beginning
- 29. Mai 2002: 2002 FIFA World Cup Official Album – Songs of Korea/Japan
- Mai 2003: Kim Jin Pyo – 4th
- Mai 2003: Na Won Ju – 1st
- 10. Dezember 2003: Voice of Love Posse
- April 2004: Kim Jin Pyo – Remastering All about JP
- 24. März 2005: JHETT aka YAKKO for AQUARIUS – JHETT (Track 11: Everything Inside Of Me feat. Lena Park)
- 2012: What Should Have Been with PSY
- 2012: Eottaesseulkka (어땠을까) with PSY
- 2012: White Winter with Kim Bum-soo
- 2013: Hwang Seong-je Project Superhero 1st Line Up with Lee Seok-hoon and Sohyang
- 2014: Always with Don Spike
- 2015: Hello (네일 했어) with PRIMARY (프라이머리)